# Begonia vitiensis
Espèce
Begonia vitiensis est une espèce de plantes de la famille des Begoniaceae.
Elle a été décrite en 1936 par Albert Charles Smith (1906-1999).